# Glyptoporus noctophilus
Glyptoporus noctophilus är en plattmaskart. Glyptoporus noctophilus ingår i släktet Glyptoporus och familjen Lecithodendriidae. Inga underarter finns listade i Catalogue of Life.